# Kenneth Soler Fernández
Kenneth Soler Fernández (El Vendrell, 19 de febrer de 2001) és un futbolista català que juga com a extrem esquerre al Real Murcia CF, cedit pel RCD Espanyol.

## Trajectòria
Nascut al Vendrell, és un jugador format en les categories inferiors del Calafell des de l'any 2006 al 2009. Va continuar al Vilanova entre els anys 2009 al 2011 i més tard al FC Barcelona fins al 2013. Després va romandre a la Fundació Futbol Base Reus fins a l'any 2016 que va fitxar pel RCD Espanyol..
L'agost de 2020, quan va acabar la seva etapa com a juvenil del RCD Espanyol, fitxa pel Reial Madrid CF per a incorporar-se al Reial Madrid Castella Club de Futbol en la Segona Divisió B d'Espanya, on va disputar 12 partits i en els quals va marcar un gol.
El 4 d'agost de 2021, Kenneth és cedit al Club de Futbol Internacional de Madrid de la Primera Federació, on va disputar 20 partits i va marcar un gol.
L'1 d'agost de 2022, després de quedar lliure del seu contracte amb el Reial Madrid CF, signa de nou pel RCD Espanyol per dues temporades, per a incorporar-se al Real Club Esportiu Espanyol "B" de la Segona Federació.
Aconsegueix debutar amb el primer equip del RCD Espanyol el 12 de novembre de 2022 en entrar com a suplent en la segona meitat d'una victòria per 0-3 en un partit de la Copa del Rei enfront del CD Rincón. El seu debut professional va tenir lloc el 23 de març de 2024, quan va substituir Álvaro Aguado al final de l'empat a casa per 1-1 contra el CD Tenerife, a segona divisió.
El 30 de maig de 2024, Soler va renovar el seu contracte amb l'Espanyol fins al 2026, ascendint definitivament a la primera plantilla, però va ser cedit al Real Murcia CF de Primera Federació  el 20 d'agost.